# Gestão à vista
A gestão à vista pode ser considerada uma grande aliada para os processos de comunicar e engajar os colaboradores, já que, como o próprio nome diz, informações relevantes são colocadas à vista dos colaboradores e gestores, permitindo o acompanhamento de indicadores da área, status de projetos e tendências.
Essa possibilidade de enxergar os dados atualizados de forma ampla favorece a tomada de decisões acertadas, minimizando problemas e prejuízos. É importante perceber que a gestão à vista necessita de padrões visuais claros e de fácil entendimento para que a correta interpretação das informações fique assegurada.